# Bolás
Bolás ist ein spanischer Ort in der Provinz Huesca der Autonomen Gemeinschaft Aragonien. Bolás, im Pyrenäenvorland liegend, gehört zur Gemeinde Sabiñánigo. Der Ort hat seit Jahren keine Einwohner.

## Geographie
Der Ort liegt etwa elf Kilometer (Luftlinie) nordwestlich von Sabiñánigo.